# Can Moja (Valls)
Can Moja és una casa de Valls (Alt Camp) protegida com a Bé Cultural d'Interès Local.

## Descripció
Baixos i tres plantes més formen aquesta casa entre mitgeres, una façana interessant i que va ser restaurada fa uns deu anys.
El portal d'entrada té un arc de mig punt i muntants de pedra que contrasten amb el to rosa dels baixos, que també és trencat per una finestra petita amb una llinda pètrea.
Ala primera planta, hi ha dos balcons, una finestra central al segon pis i tres al tercer pis. Tota la façana (a excepció dels baixos) són d'obra vista amb portal adovellat i és remata amb una cornisa,